# Ana Marcello
Pour les articles homonymes, voir Marcello.
Ana Marcello Santos, née le 19 mai 1984, est une femme politique espagnole membre de Podemos.
Elle est élue députée de la circonscription de León lors des élections générales de décembre 2015.

## Biographie

### Vie privée
Elle est célibataire.

### Études et profession
Étudiant de l'université de León, elle obtient un diplôme en travail social en 2004. Entre 2008 et 2015, elle travaille pour le service de l'aide à domicile de la province de León, principalement pour des patients dépendants. Elle a également participé à un projet coopératif d'économie sociale et solidaire.

### Députée au Congrès
Membre du secrétariat chargé de la société civile et des mouvements sociaux de Podemos, elle est investie tête de liste du parti dans la circonscription de León en vue des élections générales de décembre 2015,. Élue au Congrès des députés après avoir remporté 17,59 % des voix et un des cinq mandats en jeu, elle intègre la commission de l'Emploi et de la Sécurité sociale et occupe les fonctions de porte-parole adjointe puis titulaire à la commission de la Santé et des Services sociaux. Elle conserve son mandat après la tenue du scrutin anticipé de juin 2016 ainsi que ses responsabilités parlementaires. Lors du deuxième congrès de Podemos, en février 2017, elle concourt sur la liste de Pablo Iglesias et renforce ses compétences en devenant également porte-parole adjointe à la commission du Travail, des Migrations et de la Sécurité sociale.